# نيان كوي!
نيان كوي! (باليابانية: にゃんこい！، بالروماجي: Nyan Koi!) هي سلسلة مانغا يابانية من تأليف ورسم ساتو فوجوارا  نشرت من قبل فليكس كوميكس [الإنجليزية] في مجلة فليكس كوميكس بلاد منذ  10 اغسطس عام 2007 حتى عام 2012، ثم انتقلت إلى مجلة ميترور كوميكس في عام 2012.أنتجت إلى مسلسل 
أنمي تلفزيوني من قبل شركة أنمي إنترنشنل، منذ 1 أكتوبر عام 2009 واستمر عرضه حتى 17ديسمبر 2009، وتكون من 12 حلقة.

## القصة
تدور أحداث القصة عن جونبي كوساكا هو طالب في السنة الثانية في المدرسة الثانوية يعاني من حساسية تجاه القطط، ولهذا السبب فهو يكره رؤيتها. لكن زميلته في المدرسة الثانوية كايدي ميزونو تعشق القطط. في أحد الأيام أثناء عودته من المدرسةإلى المنزل، ركل
جونبي علبة فارغة ولسوء الحظ كسر تمثال نيكو-جيزو-ساما المحلي (إله القطط). وبسبب ذلك أصبح يستطيع أن يفهم ما تقوله القطط، و للتكفير عن كسر التمثال، يجب عليه أن منح 100 أمنية للقطط، وإلا سيتحول إلى قطة ويموت بسبب حساسيته.

## الشخصيات

### البشر
جونبي كوساكا (باليابانية: 高坂 潤平، بالروماجي: Kōsaka Junpei)
أداء صوتي: شينتارو أسانوما
كايدي ميزونو (باليابانية: 水野 楓، بالروماجي: Mizuno Kaede)
أداء صوتي: يوكا إيغوتشي
كاناكو سوميوشي (باليابانية: 住吉 加奈子، بالروماجي: Sumiyoshi Kanako)
أداء صوتي: ريوكو شيرايشي
ناغي إيتشينوسي (باليابانية: 一ノ瀬 凪، بالروماجي: Ichinose Nagi)
أداء صوتي: يو كوباياشي
كوتوني كيريشيما (باليابانية: 桐島 琴音، بالروماجي: Kirishima Kotone)
أداء صوتي: هاروكا توماتسو
أكاري كيريشيما (باليابانية: 桐島 朱莉، بالروماجي: Kirishima Akari)
أداء صوتي: هاروكا توماتسو
كيزو كيريشيما (باليابانية: 桐島 啓造، بالروماجي: Kirishima Keizō)
أداء صوتي: جوروتا كوسوغي
تشيزورو موتشيزوكي (باليابانية: 望月 千鶴، بالروماجي: Mochizuki Chizuru)
أداء صوتي: رينا ساتو
سوزو كوساكا (باليابانية: 高坂 スズ، بالروماجي: Kōsaka Shizue)
أداء صوتي: إيري ناكاو
شيزوي كوساكا (باليابانية: 高坂 静江، بالروماجي: Kōsaka Shizue)
أداء صوتي: ماكيكو نابي

### الفيلاين
نيامسوس (باليابانية: ニャムサス، بالروماجي: Nyamusasu)
أداء صوتي: أتسوكو تاناكا
تاما (باليابانية: タマ، بالروماجي: Tama)
أداء صوتي: جون فوكوياما
نوير (باليابانية: ノワール، بالروماجي: Nowāru)
أداء صوتي: يوكاري فكوي
جوزفين (باليابانية: ジョセフィン، بالروماجي: Josefin)
أداء صوتي: كوجي يوسا
ماسا (باليابانية: マサ، بالروماجي: Masa)
أداء صوتي: نوبويوكي كوبوشي
كوماسا (باليابانية: コマサ، بالروماجي: Komasa)
أداء صوتي: ساتشي ماتسوموتو
سيندي (باليابانية: シンディ، بالروماجي: shindi)
أداء صوتي: رينا ساتو
تشاتورا' (باليابانية: シャトー، بالروماجي: Chatora)
أداء صوتي: كازويا تاتيكابي [الإنجليزية]
ميتشي (باليابانية: 道، بالروماجي: Michi)
أداء صوتي: شينتارو أوهاتا
كومانيكو (باليابانية: クマネコ، بالروماجي: Kumaneko)
أداء صوتي: يوي ساكاكيبارا

## وصلات خارجية
- مدونة نيان كوي! على موقع فليكس كوميكس باللغة اليابانية
- نيان كوي! على موقع فليكس كوميكس نسخة محفوظة January 15, 2013, على موقع واي باك مشين. باللغة اليابانية
- موقع الأنمي الرسمي باللغة اليابانية
- نيان كوي! على موقع ANN manga (الإنجليزية)